# Powiat skarżyski
Powiat skarżyski – powiat w Polsce (województwo świętokrzyskie), utworzony w 1999 roku w ramach reformy administracyjnej. Jego siedzibą jest miasto Skarżysko-Kamienna. Najmniejszy, a zarazem najsilniej zurbanizowany powiat województwa świętokrzyskiego. Graniczy z powiatami:
- kieleckim
- koneckim
- starachowickim
- szydłowieckim (województwo mazowieckie)

W skład powiatu wchodzą:
- gminy miejskie: Skarżysko-Kamienna
- gminy miejsko-wiejskie: Suchedniów
- gminy wiejskie: Bliżyn, Łączna, Skarżysko Kościelne
- miasta: Skarżysko-Kamienna, Suchedniów

Według danych z 31 grudnia 2019 roku powiat zamieszkiwało 73 991 osób. Natomiast według danych z 30 czerwca 2020 roku powiat zamieszkiwało 73 567 osób.

## Gminy
Liczba ludności (stan na 2018 r.).
| Gmina                       | Ludność        | Powierzchnia         |
| --------------------------- | -------------- | -------------------- |
| Skarżysko-Kamienna (miasto) | 44 538         | 64,39 km²            |
| Suchedniów (w tym miasto)   | 10 080 (8 478) | 74,95 km² (59,4 km²) |
| Bliżyn                      | 8 127          | 141,2 km²            |
| Skarżysko Kościelne         | 5 113          | 53,24 km²            |
| Łączna                      | 5 194          | 61,65 km²            |
| Razem                       | 74 124         | 395,43 km²           |

## Demografia

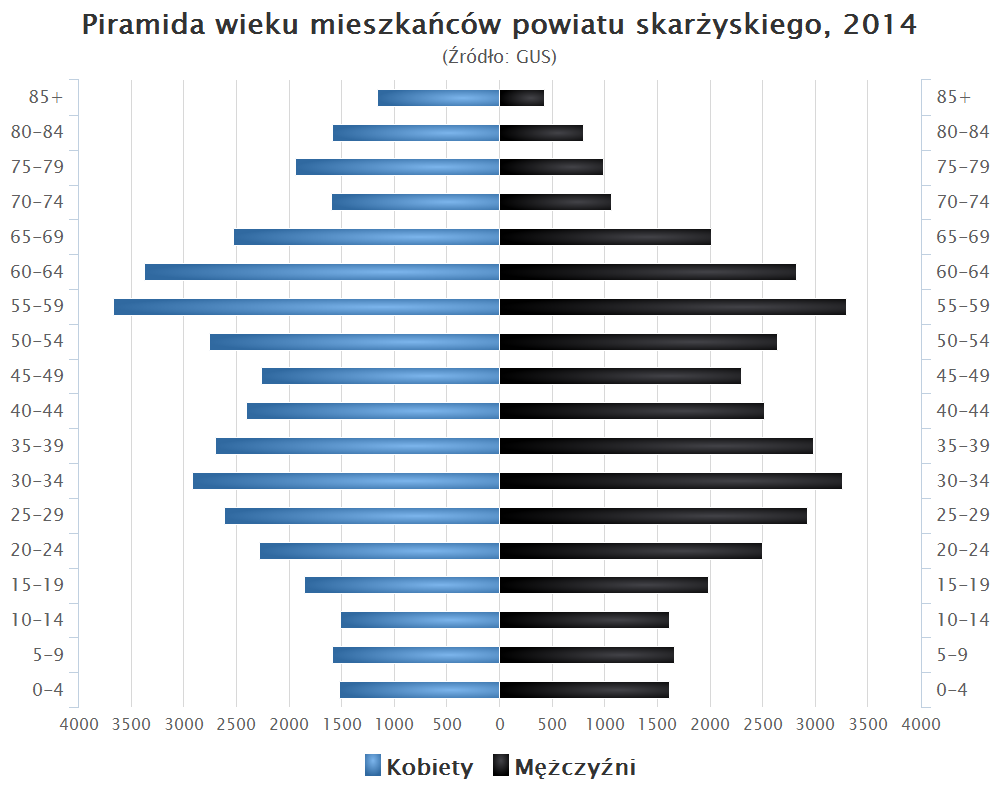
Piramida wieku mieszkańców powiatu skarżyskiego w 2014 roku

Liczba ludności (dane z 31 grudnia 2010):
|        | Ogółem | Ogółem | Kobiety | Kobiety | Mężczyźni | Mężczyźni |
| osób   | %      | osób   | %       | osób    | %         |           |
| ------ | ------ | ------ | ------- | ------- | --------- | --------- |
| Ogółem | 77 876 | 100    | 40 457  | 51,95   | 37 419    | 48,05     |
| Miasto | 56 160 | 72,11  | 29 453  | 37,82   | 26 707    | 34,29     |
| Wieś   | 21 716 | 27,89  | 11 004  | 14,13   | 10 712    | 13,76     |

▶Wieś vs ▶miasto
Ogółem (▶k, ▶m)
Miasto (▶k, ▶m)
Wieś (▶k, ▶m)

## Warunki naturalne
Znaczną część powierzchni powiatu (prawie 60%) zajmują kompleksy leśne stanowiące pozostałość Puszczy Świętokrzyskiej. Na ich terenie utworzone zostały rezerwaty (Świnia Góra, Dalejów), rezerwat archeologiczny Rydno oraz parki krajobrazowe (Suchedniowsko-Oblęgorski Park Krajobrazowy, Sieradowicki Park Krajobrazowy). Przez powiat przepływa rzeka Kamienna, tutaj także uchodzi do niej kilka jej dopływów. Południowe krańce powiatu skarżyskiego sięgają obrzeży Gór Świętokrzyskich.

## Zmiany terytorialne
- 1 stycznia 2000 r. – włączenie miejscowości Pogorzałe i Skarżysko Książęce z województwa mazowieckiego, powiatu szydłowieckiego, gminy Szydłowiec w granice administracyjne miasta Skarżyska-Kamiennej[7]
- 1 stycznia 2001 r. – przyłączenie miejscowości Majków i Michałów z powiatu starachowickiego, gminy Wąchock do gminy Skarżysko Kościelne[8]
- 1 stycznia 2004 r. – przyłączenie miejscowości Kierz Niedźwiedzi z województwa mazowieckiego, powiatu szydłowieckiego, gminy Mirów do gminy Skarżysko Kościelne[9]

## Starostowie skarżyscy
- Łukasz Wojciechowski (2002-2006)
- Jerzy Żmijewski (2006-2010)
- Michał Jędrys (2010-2014)
- Jerzy Żmijewski (2014-2018)
- Artur Berus (2018- nadal)